# NGC 7730
NGC 7730 (również PGC 72094) – galaktyka spiralna (S?), znajdująca się w gwiazdozbiorze Wodnika. Odkrył ją w 1876 roku Wilhelm Tempel.